# Cross Mountain (Texas)
Cross Mountain è un census-designated place degli Stati Uniti d'America, situato nella contea di Bexar dello Stato del Texas.